# Simonas
Simonas ist ein litauischer männlicher Vorname (abgekürzt Simas), abgeleitet von Simon.

## Personen
- Simonas Daukantas  (1793–1864), Historiker und Schriftsteller
- Simonas Kairys (* 1984), Politiker, Verkehrsminister, Vizebürgermeister von Kaunas
- Simonas Kosakovskis (1741–1794), litauischer Großhetman, Generalleutnant Russlands
- Simonas Lukosius (* 2002), deutsch-litauischer Basketballspieler
- Simonas Šatūnas (* 1977), Diplomat und Politiker, Vizeminister

## Ableitungen
- Simonavičius
- Simonaitis, Simonaitytė
- Simanaitis